# Agnese Claisse
Pour les articles homonymes, voir Claisse.
Agnese Claisse, née le 10 avril 1988 à Rome dans la région du Latium, est une actrice et chanteuse italienne d'origine française.

## Biographie
Agnese Claisse naît en 1988 à Rome. Elle est la fille de l'actrice italienne Laura Morante et de l'acteur français Georges Claisse. Elle a notamment pour demi-sœur l'actrice Eugenia Costantini (it), née de la précédente union de sa mère avec le réalisateur Daniele Costantini (it). Après le divorce de ses parents, elle vit avec sa mère entre l'Italie et la France. En 1996, elle apparaît dans la comédie Ferie d'agosto de Paolo Virzì en jouant le rôle de la jeune Martina, fille du personnage interprétée par sa mère.
En 2010, après un rôle secondaire dans la comédie Io, loro e Lara de Carlo Verdone, elle est à l'affiche du premier film d'Herbert Simone Paragnani (it), la comédie fantastique Una canzone per te, aux côtés d'Emmanuele Bosi (it) et de Michela Quattrociocche et dans laquelle elle incarne une lycéenne et musicienne introvertie au cœur d'une triade amoureuse. En 2015, elle obtient un rôle secondaire dans la série télévisée 1992 de Giuseppe Gagliardi (it). Elle est à l'affiche l'année suivante du film indépendant Amore Synthétique de Marcia Romano et Benoît Sabatier, avant de reprendre son rôle dans la série 1993 de Giuseppe Gagliardi, suite de la série 1992.
En 2017, elle est à l'affiche du drame Blue Kids, premier film d'Andrea Tagliaferri, avec pour partenaires Fabrizio Falco et Matilde Gioli. Elle commence à la fin de l'année 2019 le tournage dans la région de l'Émilie-Romagne du court-métrage Ballerina auprès du réalisateur Kristian Gianfreda.

## Filmographie

### Au cinéma
- 1996 : Ferie d'agosto de Paolo Virzì
- 2010 : Io, loro e Lara de Carlo Verdone
- 2010 : Una canzone per te d'Herbert Simone Paragnani (it)
- 2010 : Solo un gioco d'Elisa Amoruso (court-métrage)
- 2010 : Viola de T. J. Andrade (court-métrage)
- 2016 : Amore Synthétique de Marcia Romano et Benoît Sabatier
- 2017 : Blue Kids d'Andrea Tagliaferri
- 2020 : Ballerina de Kristian Gianfreda (court-métrage)

### À la télévision

#### Séries télévisées
- 2015 : 1992 de Giuseppe Gagliardi (it)
- 2017 : 1993 de Giuseppe Gagliardi (it)